# Eitel Friedrich von Preußen
Eitel Friedrich von Preußen (ur. 7 lipca 1883 w Poczdamie, zm. 8 grudnia 1942 tamże) – niemiecki książę, członek rodu Hohenzollernów.

## Życiorys
Eitel Friedrich był drugim synem cesarza Wilhelma II i jego żony cesarzowej Augusty Wiktorii. Urodził się na zamku w Poczdamie. Nietypowe imię, jakie otrzymał „Eitel Friedrich”, a które w rodzinie cesarskiej skracano do formy „Eitelfritz”, było bardzo silnie związane z tradycją domu Hohenzollernów. Imię to nosiło wielu przedstawicieli dynastii. Dzieciństwo i młodość spędził wraz z rodzeństwem w Pałacu Sanssouci. Podobnie jak bracia nauki przyjmował prywatnie podczas pobytu w Domu Książęcym w Plön. Po złożeniu państwowego egzaminu kończącego liceum i przystąpieniu do matury rozpoczął studia na uniwersytecie w Bonn. W czasie studiów należał do korporacji akademickiej Corps Borussia Bonn. Po zakończeniu nauki oddał się karierze wojskowej. Awansował od stopnia porucznika, który otrzymał, gdy miał 10 lat do stopnia generała dywizji.
Podczas I wojny światowej był dowódcą 1 Pułku Piechoty Gwardii (niem. 1. Garde-Regiment zu Fuß). Uważany przez swoich żołnierzy za wzór dowódcy został odznaczony Krzyżem Żelaznym (niem. Eisernes Kreuz, EK) 1. i 2. klasy. Otrzymał także najwyższy pruski i niemiecki order wojskowy Pour le Mérite. Brał udział w bitwie pod Gorlicami w dniach od 2 do 12 maja 1915 roku. Od września 1915 walczył na froncie zachodnim. W 1916 walczył we Flandrii i nad rzeką Sommą. Ponownie przeniesiony na font wschodni brał udział w kontrofensywie pod Złoczowem. Koniec wojny zastał go nad rzeką Aisne we Francji.
Po wojnie Eitel Friedrich związał się z nacjonalistyczną organizacją paramilitarną Stahlhelm, głoszącą hasła monarchistyczne. Nie poparł jednak ostatecznie Hitlera i nie związał się bliżej z nazistami. W 1921 roku wyrokiem sądu został skazany na grzywnę w wysokości 5000 marek za przetransferowanie kapitału za granicę w wysokości 300 000 marek. 
27 lutego 1906 książę poślubił Zofię Karolinę von Oldenburg, córkę wielkiego księcia Fryderyka Augusta II i księżniczki Elżbiety Anny Pruskiej. Para rozwiodła się w 1926 roku. Nie mieli dzieci. W latach 1907–1926 Eitel Friedrich był wielkim mistrzem zakonu pruskich joannitów.
Książę Eitel Friedrich, wychowany w duchu poszanowania dla monarchii i tradycji, był znany z wierności i lojalności. To były przewodnie cechy jego charakteru. Przekonany o swojej szczególnej pozycji i szczególnej pozycji rodziny reprezentował ojca Wilhelma II na wielu ważnych uroczystościach życia politycznego i społecznego ówczesnych Niemiec.
Postawny, od wczesnej młodości miał tendencje do tycia. Pod koniec życia chodził w brudnym, wytartym mundurze, miał pokaźną tuszę. Zmarł 8 grudnia 1942 roku.

## Odznaczenia
Do 1911:
- Order Orła Czarnego z Łańcuchem (Prusy)
- Order Orła Czerwonego z Łańcuchem (Prusy)
- Order Królewski Korony I Klasy (Prusy)
- Order Królewski Hohenzollernów I Klasy (Prusy)
- Order Świętego Jana (Prusy)
- Order Książęcy Hohenzollernów I Klasy (Hohenzollern)
- Order Smoka Podwójnego I Klasy (Chiny)
- Krzyż Wielki Orderu Korony Wendyjskiej (Meklemburgia)
- Krzyż Zasługi Wojennej (Meklemburgia-Strelitz)[3]
- Krzyż Wielki Orderu Lwa Niderlandzkiego (Holandia)
- Order Świętego Olafa z Łańcuchem (Norwegia)
- Krzyż Wielki Orderu św. Stefana (Austro-Węgry)
- Order Lwa i Słońca I Klasy (Persja)
- Łańcuch Orderu Wieży i Miecza (Portugalia)
- Krzyż Wielki Orderu Korony (Rumunia)
- Order Korony Rucianej (Saksonia)
- Order Sławy (Turcja)
- Order Osmana I Klasy z Brylantami (Turcja)
- Krzyż Wielki Orderu Korony (Wirtembergia)

1914: Krzyż Żelazny I klasy – za szczególną waleczność w ataku, który wykonał na czele swego pułku przeciw artylerii nieprzyjacielskiej

## Genealogia
| Prapradziadkowie | król pruski Fryderyk Wilhelm III Hohenzollern (1770–1840) ∞1793 Luiza Augusta z Meklemburgii-Strelitz (1776–1810)                        | wielki książę Saksonii-Weimaru-Eisenach Karol II Fryderyk z Saksonii-Weimaru-Eisenach (1783–1853) ∞1804 Maria Pawłowna Romanowa (1786–1859) | książę Saksonii-Coburga-Gothy Ernest I z Saksonii-Coburga-Gothy (1784–1844) ∞1817 Ludwika z Saksonii-Gothy-Altenburga (1800–1831)        | Edward August Hanowerski (1767–1820) ∞1818 Wiktoria Ludwika z Saksonii-Coburga-Saalfeld (1786–1861)                                      | książę Szlezwika-Holsztynu Fryderyk Chrystian II ze Szlezwika-Holsztynu-Sonderburga-Augustenburga (1765–1814) ∞1786 Luiza Augusta Oldenburg (1771–1843)           | Chrystian Konrad Danneskjold-Samsøe (?–?) ∞? NN | Karol Ludwik zu Hohenlohe-Langenburg (1762–1825) ∞1786 Amalie Henriette zu Solms-Baruth (1768−1847)                                                               | Emich Carl zu Leiningen (1763–1814) ∞1803 Wiktoria z Saksonii-Coburga-Saalfeld (1786–1861)                                                                        |                                          |
| Pradziadkowie    | cesarz niemiecki Wilhelm I Hohenzollern (1797–1888) ∞1829 Augusta z Saksonii-Weimaru-Eisenach (1776–1810)                                | cesarz niemiecki Wilhelm I Hohenzollern (1797–1888) ∞1829 Augusta z Saksonii-Weimaru-Eisenach (1776–1810)                                   | Albert z Saksonii-Coburga-Gothy (1783–1853) ∞1840 królowa Wielkiej Brytanii Wiktoria I Wielka (1819–1901)                                | Albert z Saksonii-Coburga-Gothy (1783–1853) ∞1840 królowa Wielkiej Brytanii Wiktoria I Wielka (1819–1901)                                | książę Szlezwika-Holsztynu Chrystian August II ze Szlezwika-Holsztynu-Sonderburga-Augustenburga (1798–1869) ∞ 1820 Ludwika Zofia Danneskjold-Samsøe (1796–1867)   | książę Szlezwika-Holsztynu Chrystian August II ze Szlezwika-Holsztynu-Sonderburga-Augustenburga (1798–1869) ∞ 1820 Ludwika Zofia Danneskjold-Samsøe (1796–1867)   | Ernest zu Hohenlohe-Langenburg (1794–1860) ∞1828 Anna Teodora zu Leiningen (1807–1872)                                                                            | Ernest zu Hohenlohe-Langenburg (1794–1860) ∞1828 Anna Teodora zu Leiningen (1807–1872)                                                                            |                                          |
| Dziadkowie       | cesarz niemiecki Fryderyk III Hohenzollern (1831–1888) ∞1858 Wiktoria Adelajda z Saksonii-Coburga-Gothy (1840-1901)                      | cesarz niemiecki Fryderyk III Hohenzollern (1831–1888) ∞1858 Wiktoria Adelajda z Saksonii-Coburga-Gothy (1840-1901)                         | cesarz niemiecki Fryderyk III Hohenzollern (1831–1888) ∞1858 Wiktoria Adelajda z Saksonii-Coburga-Gothy (1840-1901)                      | cesarz niemiecki Fryderyk III Hohenzollern (1831–1888) ∞1858 Wiktoria Adelajda z Saksonii-Coburga-Gothy (1840-1901)                      | książę Szlezwika-Holsztynu Fryderyk VIII ze Szlezwika-Holsztynu-Sonderburga-Augustenburga (1829–1880) ∞1856 Adelajda Wiktoria zu Hohenlohe-Langenburg (1835–1900) | książę Szlezwika-Holsztynu Fryderyk VIII ze Szlezwika-Holsztynu-Sonderburga-Augustenburga (1829–1880) ∞1856 Adelajda Wiktoria zu Hohenlohe-Langenburg (1835–1900) | książę Szlezwika-Holsztynu Fryderyk VIII ze Szlezwika-Holsztynu-Sonderburga-Augustenburga (1829–1880) ∞1856 Adelajda Wiktoria zu Hohenlohe-Langenburg (1835–1900) | książę Szlezwika-Holsztynu Fryderyk VIII ze Szlezwika-Holsztynu-Sonderburga-Augustenburga (1829–1880) ∞1856 Adelajda Wiktoria zu Hohenlohe-Langenburg (1835–1900) |                                          |
| Rodzice          | cesarz niemiecki Wilhelm II Hohenzollern (1859–1941) ∞1881 Augusta Wiktoria ze Szlezwika-Holsztynu-Sonderburga-Augustenburga (1858–1921) | cesarz niemiecki Wilhelm II Hohenzollern (1859–1941) ∞1881 Augusta Wiktoria ze Szlezwika-Holsztynu-Sonderburga-Augustenburga (1858–1921)    | cesarz niemiecki Wilhelm II Hohenzollern (1859–1941) ∞1881 Augusta Wiktoria ze Szlezwika-Holsztynu-Sonderburga-Augustenburga (1858–1921) | cesarz niemiecki Wilhelm II Hohenzollern (1859–1941) ∞1881 Augusta Wiktoria ze Szlezwika-Holsztynu-Sonderburga-Augustenburga (1858–1921) | cesarz niemiecki Wilhelm II Hohenzollern (1859–1941) ∞1881 Augusta Wiktoria ze Szlezwika-Holsztynu-Sonderburga-Augustenburga (1858–1921)                          | cesarz niemiecki Wilhelm II Hohenzollern (1859–1941) ∞1881 Augusta Wiktoria ze Szlezwika-Holsztynu-Sonderburga-Augustenburga (1858–1921)                          | cesarz niemiecki Wilhelm II Hohenzollern (1859–1941) ∞1881 Augusta Wiktoria ze Szlezwika-Holsztynu-Sonderburga-Augustenburga (1858–1921)                          | cesarz niemiecki Wilhelm II Hohenzollern (1859–1941) ∞1881 Augusta Wiktoria ze Szlezwika-Holsztynu-Sonderburga-Augustenburga (1858–1921)                          |                                          |
| Probant          | Eitel Friedrich Hohenzollern (1883–1942)                                                                                                 | Eitel Friedrich Hohenzollern (1883–1942) | Eitel Friedrich Hohenzollern (1883–1942)                                                                                                 | Eitel Friedrich Hohenzollern (1883–1942)                                                                                                 | Eitel Friedrich Hohenzollern (1883–1942) | Eitel Friedrich Hohenzollern (1883–1942) | Eitel Friedrich Hohenzollern (1883–1942) | Eitel Friedrich Hohenzollern (1883–1942) | Eitel Friedrich Hohenzollern (1883–1942) |